# Symphonie no 5 de Vaughan Williams
Pour les articles homonymes, voir Symphonie no 5.
La Symphonie no 5 en ré majeur est une œuvre de Ralph Vaughan Williams composée entre 1938 et 1943.
La création en a été faite par l'Orchestre philharmonique de Londres sous la direction du compositeur le 24 juin 1943 au Royal Albert Hall.
La symphonie comprend quatre mouvements et son exécution dure environ 37 minutes.
1. Preludio
2. Scherzo
3. Romanza
4. Passacaglia

Cette œuvre se distingue de la quatrième symphonie par un climat apaisé et lumineux. Le deuxième mouvement est le point culminant de la symphonie ; le thème principal trouve ses origines dans son opéra, The Pilgrim's Progress (en).